# 斯卡萊維卡灣
69°41′S 39°23′E / 69.683°S 39.383°E
斯卡萊維卡灣是南極洲的海灣，位於毛德皇后地的呂佐夫-霍爾姆灣東南岸，處於斯卡倫山以西，該海灣根據挪威探險隊拍攝的空中照片被繪入地圖。